# サフラン
サフラン（番紅花、咱夫藍、洎夫藍、洎夫蘭、
Crocus sativus、蘭: saffraan、英: saffron、仏: safran）はアヤメ科の多年草およびそのめしべを乾燥させた香辛料をさす。イラン原産とされるが諸説あり、地中海の島で発掘された壁画によると、青銅器時代から栽培されたと考えられる。

## 概要
別名薬用サフランと呼んで、同属植物で観賞用の花サフラン（クロッカス）、アルカロイドのコルヒチンを含むイヌサフラン科のイヌサフランと区別する（国立健康・栄養研究所のサイトよりイヌサフランの項目参照）。
サフランは最大20 - 30センチメートルに成長すると花を一株に最大4つつけ、3本ずつある鮮やかな深紅の柱頭は単雌蘂の先端部で花柱とともに摘み取って乾燥させ、主に食品の調味料や着色料に使用する。サフランは重量単位で比べると世界で最も高価なスパイスのひとつ。遺伝的に単形クローンであることから分布の拡大は遅く、ユーラシア全域に広がった後に北アフリカ、北アメリカ、およびオセアニアに持ち込まれた。
日本では、咱夫藍の漢字を当てる。洎夫藍、洎夫蘭という借字を用いた表記もされる。泊夫藍という表記も見られるが、これは「洎」を「泊」とした誤字である。
成分は、α、β、γ‐カロテン。他に色素配糖体であるクロシン、無色の苦味配糖体ピクロクロシン （picrocrocin）、精油（8 - 10%、テルペン、テルペンアルコール、エステル）、クロセチンなどを含む。クロシンは水溶性で油には溶けない。香りの主成分はサフラナールである。
ひとりの労働者が1キロのサフランを生産するためには約400時間の労働が必要だとする説もある。サフラン栽培地域では、女性と子供がサフラン収穫のために雇用される場合が多い。

## 歴史
| 花冠 | 雄蕊 |
| 根茎 | 柱頭 |

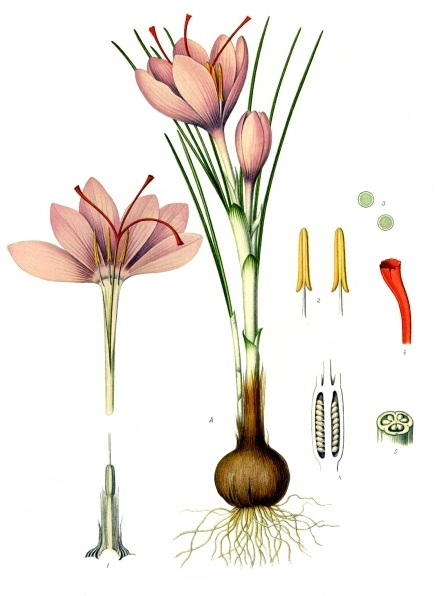
サフラン（「ケーラーの薬用植物」より）:

サフランの語源には諸説ある。12世紀の古フランス語 safran からたどると、ラテン語 safranum、さらにペルシャ語 「ザアファラーン」（zaʻfarān زَعْفَرَان）、あるいはさらに古い言葉 zar-parān （زرپران）へとさかのぼる可能性もあるという。アラビア語 az-za'faran （زعفران）が語源という指摘もあるが確認されていない。サフラン栽培は3000年以上前から記録に残り、おそらく原種の Crocus cartwrightianus から雄蕊が長いものを選別した変異体 C. sativus が青銅時代に確立して以来、栽培が続いたものと考えられる。調理に関わる記述にサフランの名が初めて現われたのは、いまから数千年前のペルシャ語の資料である。
紀元前から世界各地でめしべを香辛料・染料・香料・薬用として利用している。古代ギリシャではサフランの黄色を珍重し、王族だけが使うことを許されるロイヤルカラーとされた時代もある。
サフランの原産地は、一説にはギリシャのクレタ島とも伝わっている。ギリシャ神話には、美少年クロッカスとその恋人リーズの悲恋が伝わっている。リーズの母親である大富豪の未亡人が、クロッカスを愛してしまった。報われぬ恋を持て余した夫人は、クロッカスに矢を射て残酷にもクロッカスを殺してしまった。この出来事を救いきれなかった女神ヴィーナスが、クロッカスの魂をサフランに、リーズの魂を朝顔に宿らせたという。
紀元前981年から行われているジャイナ教のゴマテシュワラの祭りは、インドのカルナータカ州シュラバナベラゴラで12年に一度催される。信者は特設の足場から、サフラン水やサフラン・ミルクを高さ17メートルのゴマテシュワラの像に注ぐ。
日本へは江戸時代に薬として伝わった。国内での栽培は、1886年（明治19年）、神奈川県大磯町（旧国府村）の添田辰五郎が病気の母親のため、球根の輸入と栽培を試みたのが始まり。1897年（明治30年）に内務省横浜衛生試験所の認定を受け、商品化・輸出されるようになった。1903年（明治36年）には、辰五郎から球根を譲り受けた吉良文平によって大分県竹田市へ伝わり、同地は名産地になった。現在、日本国内の約8割が竹田市で生産されている。他の産地は宮城県塩竈市などである。

### 栽培

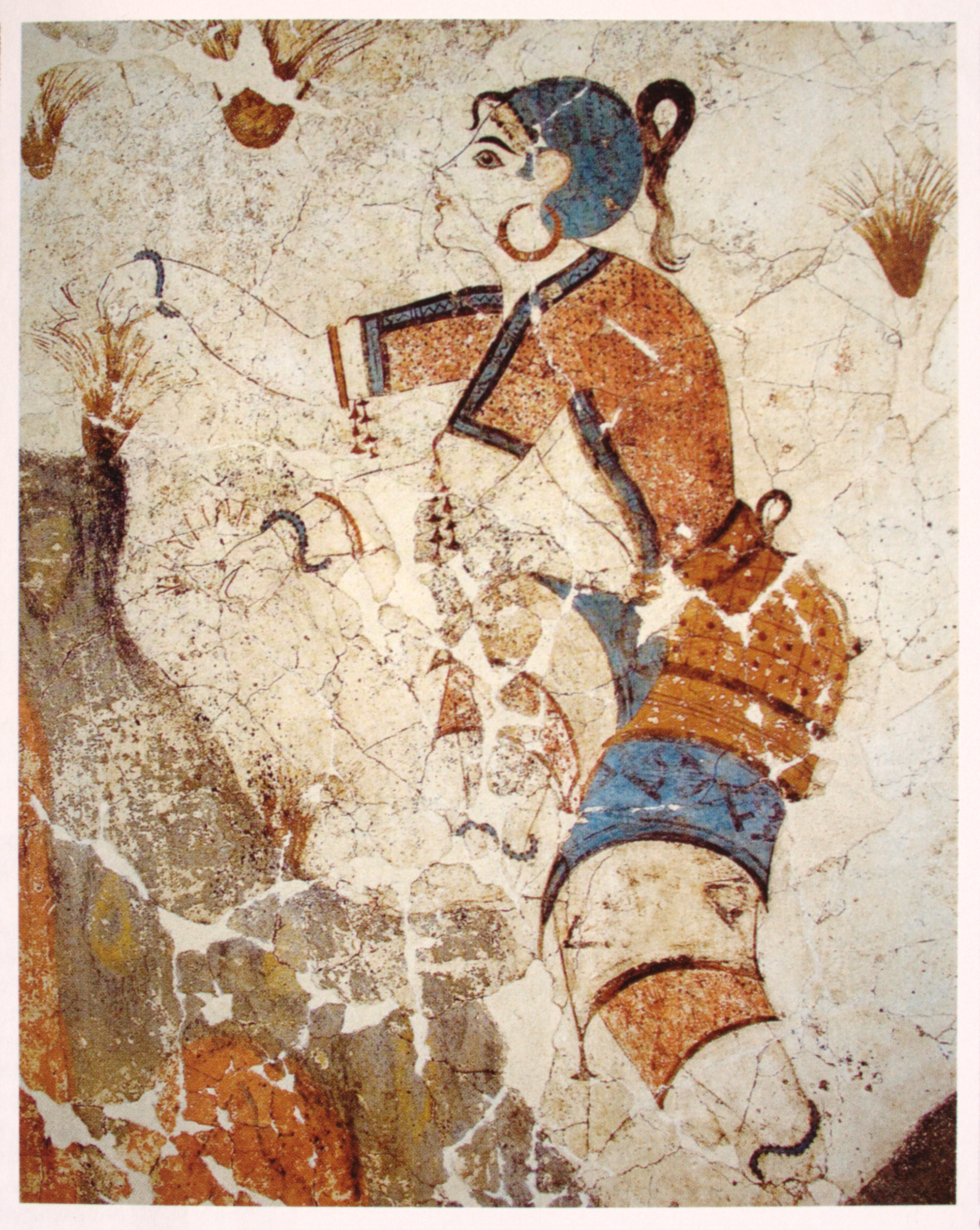
サフランの収穫。女性が摘むサフランは房のように描かれている。ミノス文明のフレスコ画より。（サントリーニ島で発掘）

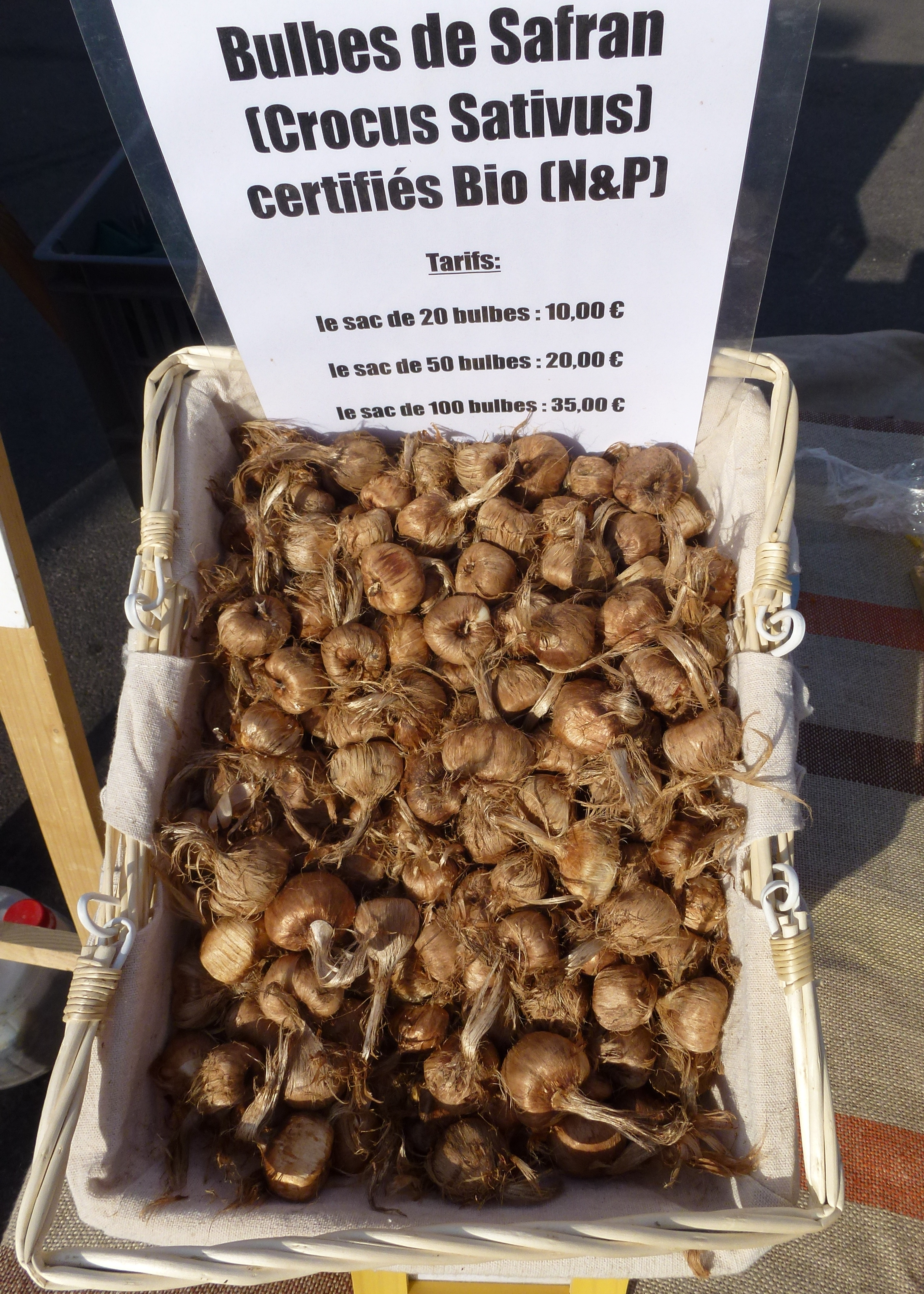
栄養生殖をほどこしたサフランの根茎

野生では見られないサフランの原種は、クレタ島に自生する Crocus cartwrightianus と考えられ、あるいは C. thomasii と C. pallasii 他が原種である可能性がある。サフランは三倍体つまり雄性決定要素による「自家不和合性」を示し、減数分裂異常により個別に有性生殖にいたらない。そのため根茎を分割して植えつけるなど品種改良の手法を経て栄養増殖する。C. sativus が C. cartwrightianus の変異型の場合は遺伝的改良によって、長い年月をかけて細長い柱頭のものが選択的に交配され、青銅器時代晩期のクレタ島に現われたと考えられる。
サフラン （C. sativus）は8組、合計24組の染色体を持つ。花が種子をつけないことから人工的な繁殖を行い、根茎を掘りあげて分割、植えつける。根茎は1シーズンで枯れるまでに10個前後の小さな根茎に分かれ、次のシーズンに成長する。根茎は茶色の小球体で直径5 cm (2.0 in) ほどに成長し底面は平らで、繊維が平行に並んだ被膜に包まれる。また薄く網状の膜が約 5 cm に伸びて芽を取り巻く。
高さ
20–30 cm (7.9–11.8 in) に成長すると白い葉を5 - 11枚つけ、この鱗葉は光合成を行わない。この器官に包まれた芽が伸びて緑色の葉になり、薄く剣状で幅は1 - 3ミリメートル（<0.12インチ）。葉は開花後あるいは開花と同時に生長する。鱗葉は生長の早い段階によく潅水した場合に顕著であるとする説もある。茎から小包葉という特徴的な器官が発生し、これを小花梗と呼ぶ。春の休眠に続いて生長する葉は40 cm (16 in) まで伸びるものもある。秋には紫色の蕾が現われ、10月にほかの種が種を落とした後に咲かせる花の香りは甘く蜂蜜に似ており、色は薄紫から鮮やかな紫。また、開花時の丈は30 cm (12 in)にとどまる。花柱につく鮮やかな深紅の雄蕊は長さ25–30 mm (0.98–1.18 in)。

#### 栽培に適する環境
サフラン（Crocus sativus）は地中海沿岸に見られる常緑の低木地帯、すなわち北米のカリフォルニア州などで見られる低木林チャパラルの生態系および同様に夏に暑く乾燥した風が吹き抜ける半乾燥地の気候で繁栄する。にもかかわらず、-10°C（14°F）という低温、短い期間の霜や積雪に耐え冬の寒さを乗り切ることができる。湿潤な環境をのぞくと、カシミールなど年間平均降水量1,000–1,500 mm (3.3–4.9 ft)の地域では灌漑が必要。年間500 mm (20 in)のギリシャ、400 mm (16 in)のスペインでは、サフランの主な栽培地域イランに比べるとはるかに乾燥している。栽培が可能かどうかは雨季の時期により、春の豊かな雨と夏の乾燥が最適。開花の直前に雨が降るとサフランの収穫が伸び、開花時の雨や寒さ、病気の蔓延は収量の低下に結びつく。作物に害を与える高温多湿に加え、球茎を掘り起こすウサギ、ラットや鳥、あるいは線虫、錆病および球茎の腐敗も脅威である。枯草菌（Bacillus subtilis）によって根茎の成長が増進すると柱頭のバイオマス収量を増加、栽培者に有益に働く場合がある。
この植物の成長には日陰の条件は不利で、さんさんと陽光が降り注ぐと最適である。日光に向かって開けた傾斜地が最もよく（たとえば北半球では南傾斜地）、植栽の時期は北半球では主に6月。根茎を深さ7–15 cm (2.8–5.9 in)に植えつけると10月から2月にかけて根、茎、葉が発育し、植える深さと間隔は気候とあいまって収量を左右する重要な要因である。親となる根茎を深く植えると品質の高いサフランを収穫できるものの、子の根茎と花芽の数は少ない。イタリアの生産者は収量を最大にするため、深さ2–3 cm (0.79–1.18 in)で間隔15 cm (5.9 in)に植栽。深さ8–10 cm (3.1–3.9 in)にすると花と根茎の成長に最適だという。ギリシャ、モロッコ、スペインの生産者はそれぞれの条件に合わせて深さと間隔を決めている。
有機物の含有量が多く水はけの良い粘土石灰質土壌を好み、もろくて保温性が高く粘度が低くてよく灌漑した土地に適しており、伝統的には揚床を採用して排水を促してきた。歴史的な手法では肥料を1ヘクタール当たり20–30 t (44,000–66,000 lb)加えて土壌の有機物含有量を増やし、根茎の植栽後は肥料は与えない。夏の間は休眠、出芽は初秋で細い葉を伸ばすと花期は年に一度だけ秋の半ばに見られる。夜明けに開花した花はすぐに枯れ始めるため、収穫は必ず迅速に行わなければならないうえに、花期は1 – 2週間に集中する。

### 等級と国際規格
| β–D-グルコース誘導体 |
| サフラナール部分     |

| β–D-ゲンチオビオース |
| クロセチン           |

ピクロクロシンの構造：

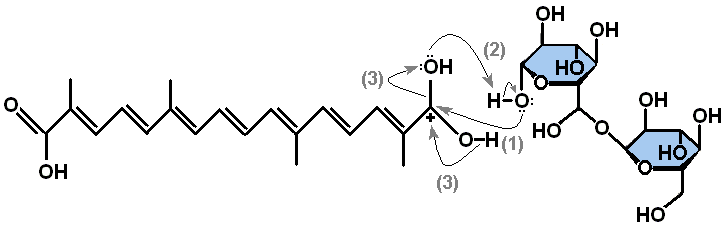
クロセチンとゲンチオビオースのエステル。α - クロシンの構成要素：

サフランには産地による等級のほか、クロシン（色）、ピクロクロシン（風味）ならびにサフラナール（香味・香り）の成分分析検査を受け国際標準化機構のISO 3632 認証を受ける制度があり、2010 – 2011年に規格が強化された。しかしながらパッケージに等級を示さない商品が多く取引され、イギリスの市場に出回るサフランはほぼISO認証を表示していないため、消費者が購入する場合に価格と品質を判断する情報が不足している。
雄蕊以外の植物の部位の含有率、異物の混入（英語）その他の条件はISO 3632認証取得のキーポイントである。規格を決定する国際標準化機構 ISO とは規格及び品質要件について管轄する国家機関の集まりで、ISO 3632 の対象はサフラン限定、規格は III 類 （最下級）、II 類、I 類 （最高級）の3つに分かれ以前は III 類 の下に IV 類 を設けた時期があった。サンプルを提出すると分光測色法を用いてクロシンとピクロクロシンの成分含有率を分析。サフラナールの場合は取り扱いがやや異なり規格別に閾値を設ける代わりに、規定値は20から50の範囲。
ISO の承認検査機関は世界中にあり、分光測色法を用いて報告書を作成する。吸光度はクロシン、ピクロクロシン、サフラナールの単位量あたりの濃度、すなわち色ごとの強さを示す。クロシンの吸光度は通常は80未満（IV 類）から200超（I 類）の範囲。最高品質のサフランとは、もっとも状態のよい花から収穫し選別した雄蕊で赤みがかった栗色、吸光度250超、IV 類 の実に3倍である。市場価格には ISO 認証が直接反映し、サルゴルとクーペはISO 3632 I 類、プシャールとマンチャの品質はおおむね II 類である。市場に出回るサフランの大部分はラベルに ISO 3632 認証や染色能力（クロシン含有量）を示していない。
現実には、ISO 規格の成分分析値を気にかけない生産者、流通業者、消費者は多い。科学分析ではなく、ベテランのワインの鑑定士のように味、香り、乾きすぎていないなど、サフランのサンプルの特徴は経験と知識に基づく判断に任せるべきだと考える人も少なくない。ISO 3632 認証および吸光度の表示があれば、消費者はわざわざブランドの異なるサフランを数種類買い求めて自分で判断するのではなく、一目で品質を確認できる。つきつめると、サフランの種類によって吸光度に大きな差があるという知識を得て、重さと価格ではなく、ISO 3632 認証と価格を比べて品質を見極めることができるのである。
サフランの品質や色と香りは一律ではない。貯蔵期間のほか、収穫物に含まれる赤い雌蕊と黄色に見える花柱の割合に左右される。赤い雌蕊に色と香りが濃縮することから、花柱の割合が多いほど1グラム単位の色と香りは薄い。イラン、スペインとカシミールには独自の等級制度があり、赤と黄色のバランスを目安に呼び名が決まっている。
| 等級   | 呼称                 | 雄蕊の色                                               | 特徴            |
| ------ | -------------------- | ------------------------------------------------------ | --------------- |
| 最高級 | サルゴル             | 全量が赤色                                             | sargol          |
| 上級   | プシャル（プシャリ） | 赤色に黄色が少量混じる                                 | pushal、pushali |
| 中級   | 束                   | 赤色に黄色の花柱が多く混入。小さな束にまとめて流通     | bunch           |
| 下級   | コンゲ               | 全量が黄色の花柱。香りはあるといってもかすかで、染色用 | konge           |

| 等級   | 呼称         | 雄蕊の色                                   | 特徴     |
| ------ | ------------ | ------------------------------------------ | -------- |
| 最高級 | クーペ       | 香りと色が最も濃い。イラン産サルゴルに相当 | coupé    |
| 上級   | マンチャ     | イラン産プシャルに相当                     | mancha   |
| 中級   | リオ         | 以下、等級が下がると香りと色が薄い         | rio      |
| 並     | スタンダード | 一般用                                     | standard |
| 下級   | シエラ       |                                            | sierra   |

ただし「スペイン産マンチャ級」とひとくちに言っても使い方が2種類あり、「一般用」を指す場合と「スペイン国内の特定の産地で取れた最高級」を意味する場合がある。純粋のスペイン国産サフランを「ラ・マンチャ」と呼び、パッケージには EU の原産地名称保護制度 （PDO）認証章を付けている。認証の獲得はスペインの生産者にとって、純粋のラ・マンチャ級のサフランを守ろうとした長年の努力の成果であり、イラン産の輸入品を産地偽装した「スペイン産マンチャ級サフラン」の普及への対抗策である。
収穫量の少ない国や地域では品質の等級を特に定めておらず、どれも同じ等級として流通する場合がある。ヨーロッパとニュージーランドの高級品を育てる生産者は特上品のみ出荷、手間をかけた分の経費を価格に反映させている。

### 偽造の問題

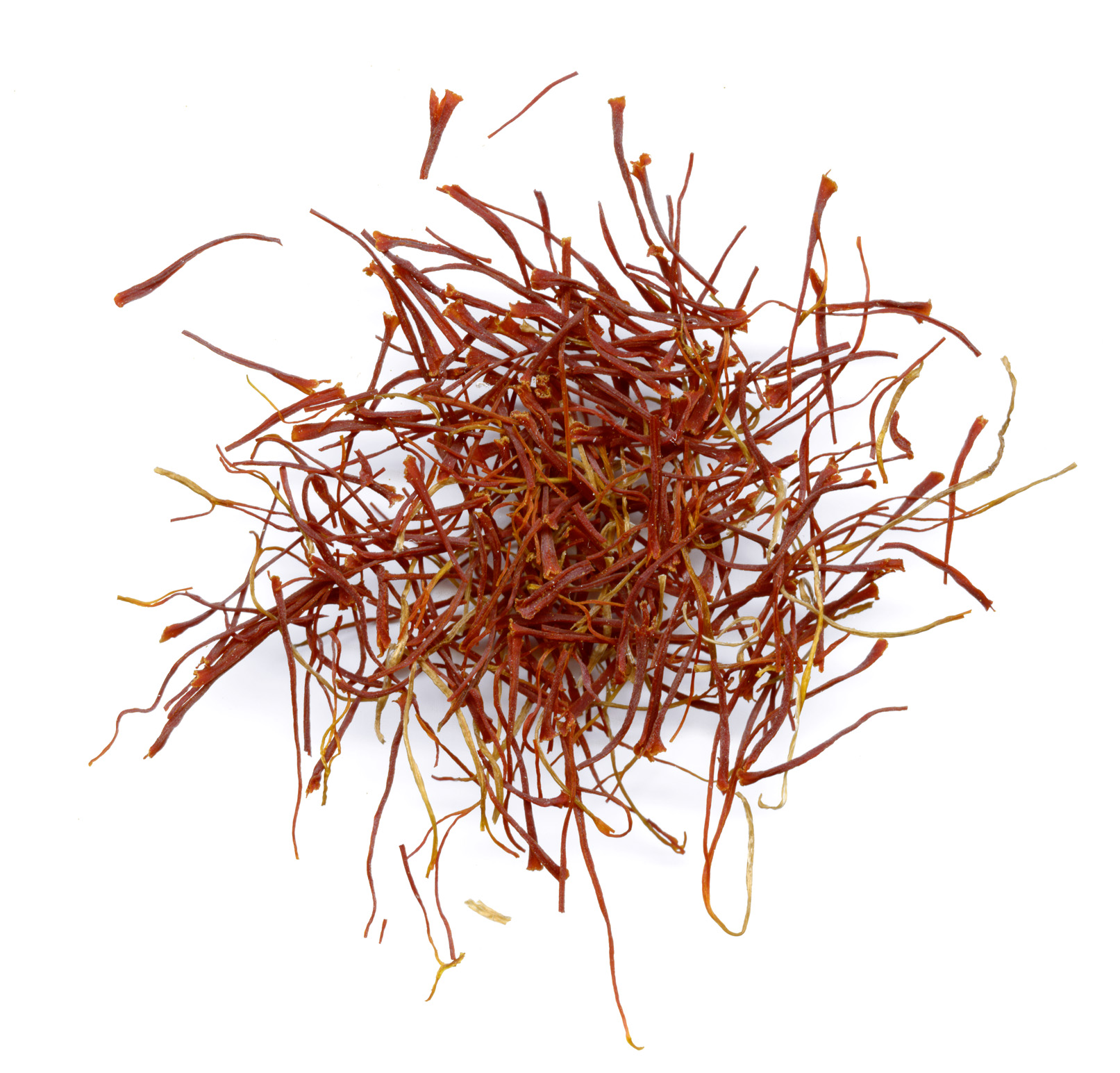
黄色い花柱の目立つサフラン（イラン産）

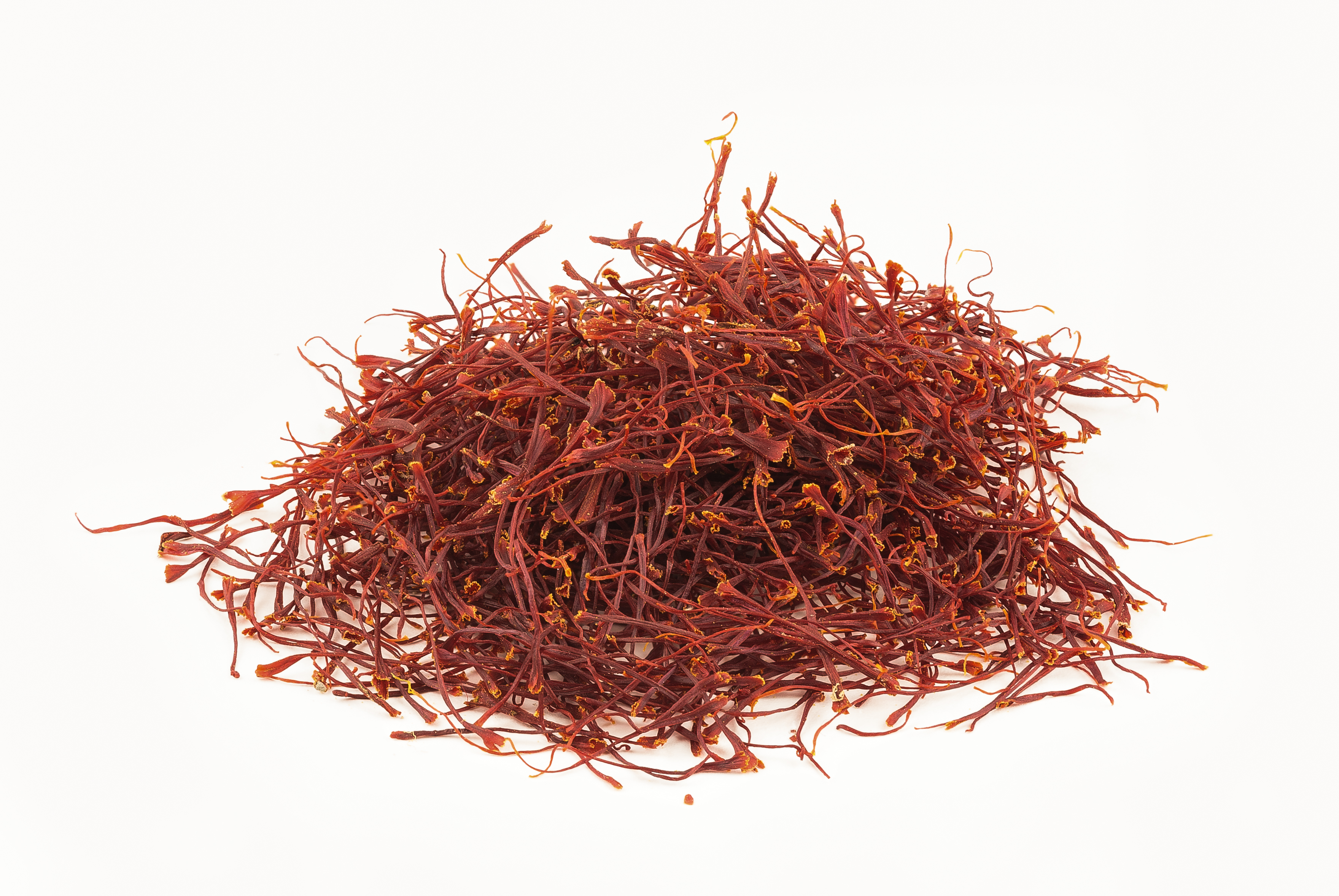
高品質の赤いサフラン（オーストラリア産）

品質管理と標準化をめぐる指標を定めても、特に品質の劣るサフランの品質偽装は歴史的に繰り返され、現代も続いている。文献によるとヨーロッパの中世は「サフランの束法」 （Safranschou code）を制定、混ぜものをしたサフランの販売は死刑に相当した。その手口はテーブルビートやザクロの果皮や赤く染めた絹糸の混入、あるいは味も香りもしないサフランの花柱を増やしたのである。あるいはまた、サフランの繊維を蜂蜜や植物油に漬けて重量を増やす方法もあった。しかしさらに品質の偽装が疑わしいのは粉末状のサフランで、ターメリックやパプリカほかの粉末でかさ増しをしたり、等級の異なるサフランを混ぜてごまかしたりした。インドでは高品質のカシミール産サフランにイラン産の安価な輸入品を混ぜた商品をしばしば見かけるという。純粋なカシミール産といつわって流通するため、カシミールの生産者は収入を脅かされている。
近年の研究で偽造を判定する手法が開発されつつある。ISO 3632 規格の定める吸光度と HPLC-DAD 方式を対比する試みのほか、新しいUHPLC-DAD-MS法としてコア-シェル粒子カラムに基づくサフラン代謝産物（Crocus sativus L.）の迅速な分離を実現する手法を開発、サフラン由来の化合物群として典型的なピクロクロシン誘導体11件の検出ならびにクチナシ特異化合物の混濁マーカーとして用いる典型的な検出法を可能にしたとされる。また神奈川県立産業技術総合研究所 など、品質の試験を請け負う機関もある。

## 利用
めしべを乾燥させて、香辛料や生薬、サフラン色の染料として用いる。乾燥の際には、風通しのよい室内で陰干しにする。1グラムのサフランを採るのに160個ほどの花が必要であり、収率が低いために貴重で、1グラムあたり500 - 1,000円程度と高価である。世界一高い香辛料とされる。

### 香辛料
めしべは独特の香りを持ち、水に溶かすと鮮やかな黄色を呈するため、南ヨーロッパ、南アジア北部、中央アジア、西アジア、北アフリカにかけて料理の色付けや風味付けのための香辛料として使用される。プロヴァンス地方の名物料理ブイヤベースやスペイン料理のパエリア、ミラノ風リゾット、モロッコ料理のクスクス、インド料理のサフランライスには欠かせない。トルコのサフランボルでは湯を注いで「サフラン・ティー」として飲まれている。

### 生薬
生薬としては番紅花（ばんこうか、蕃紅花とも書く）と呼ばれ、鎮静、鎮痛、通経作用がある（日本薬局方第二部に「サフラン」の名で収録）。中国では西紅花、藏紅花の名で生薬として流通している。
動物実験では、サフランの黄色色素であるカロテノイドの一種「クロシン」の摂取が大腸がん予防に効果があるとする研究もある。

### 安全性
着色や風味付けなどの通常の用途で、食事から経口で摂取する量では安全とされている。しかし、以下の場合には注意が必要である。
- 堕胎作用、子宮収縮作用、通経作用に注意が必要である。「授乳中の安全性については充分な情報がないため、避けたほうがよい」[49]、「妊婦には禁忌である」[50] との記述もみられる。
- 大量摂取は危険と言われており、5グラム以上摂取すると重篤な副作用が出る。致死量は12 - 20グラムである[49]。
- オリーブ属、オカヒジキ属、ドクムギ属の植物に過敏症がある人はアレルギー症状に注意が必要である[51]。

2016年には日本の4つの大学の研究者たちが、サフランの色素成分のクロシンには神経保護作用の性質があることを発見している。また2018年にはアテネ国立カポディストリアン大学のアティコン大学病院血管外科部門の科学者たちが、一連の臨床研究から、サフランには抗炎症物質が含まれており、この物質は高血圧や心臓病の主因となる動脈プラークの安定化に有効であることを確認した。

## ギャラリー

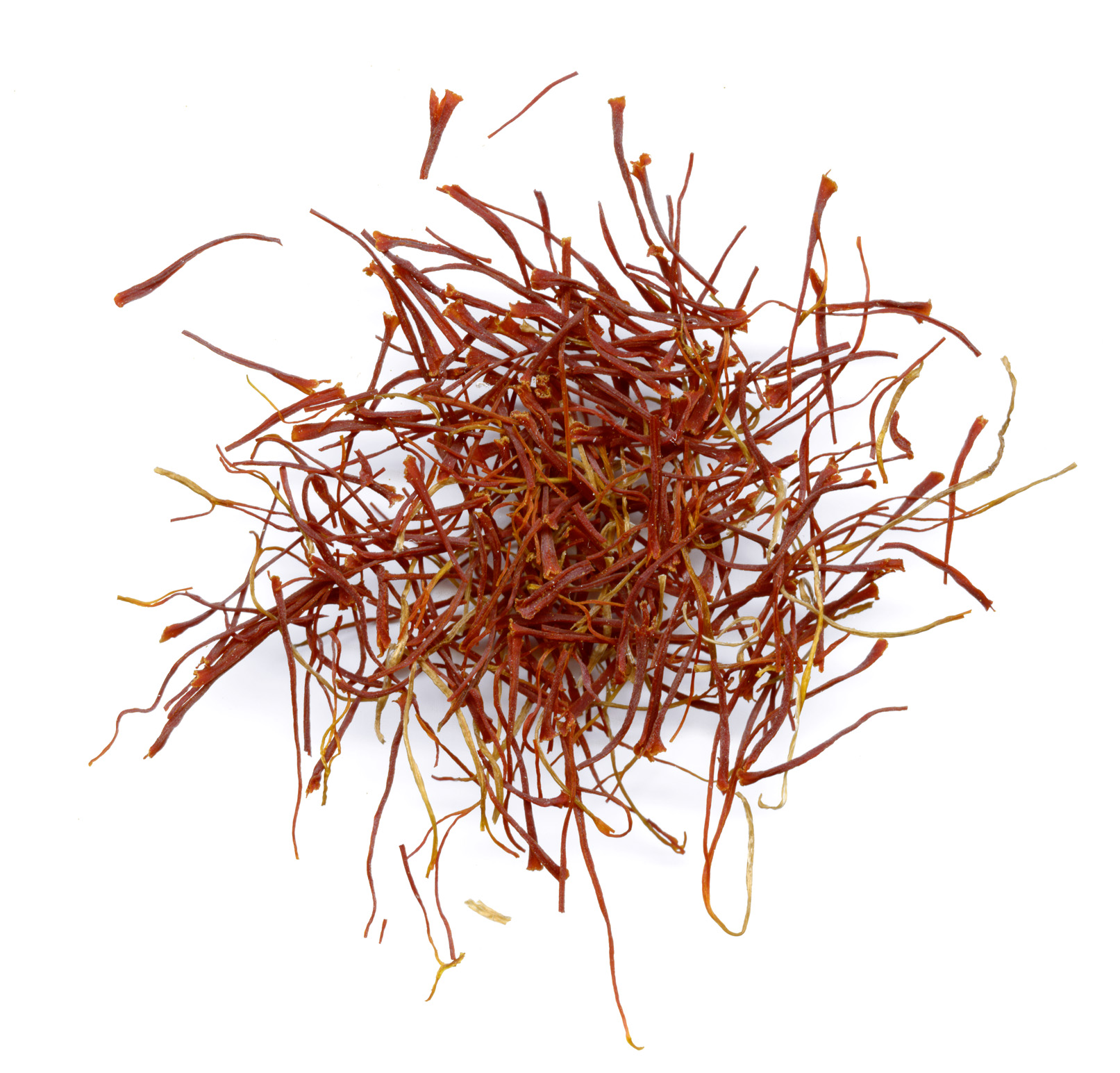
香辛料としてのサフラン
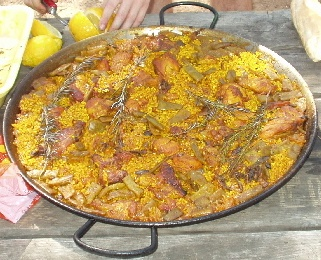
サフランを使った料理の一つ、バレンシアのパエリア
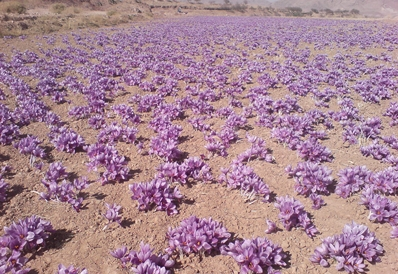
サフラン畑
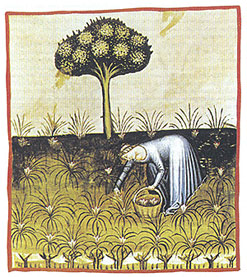
収穫風景（健康全書）
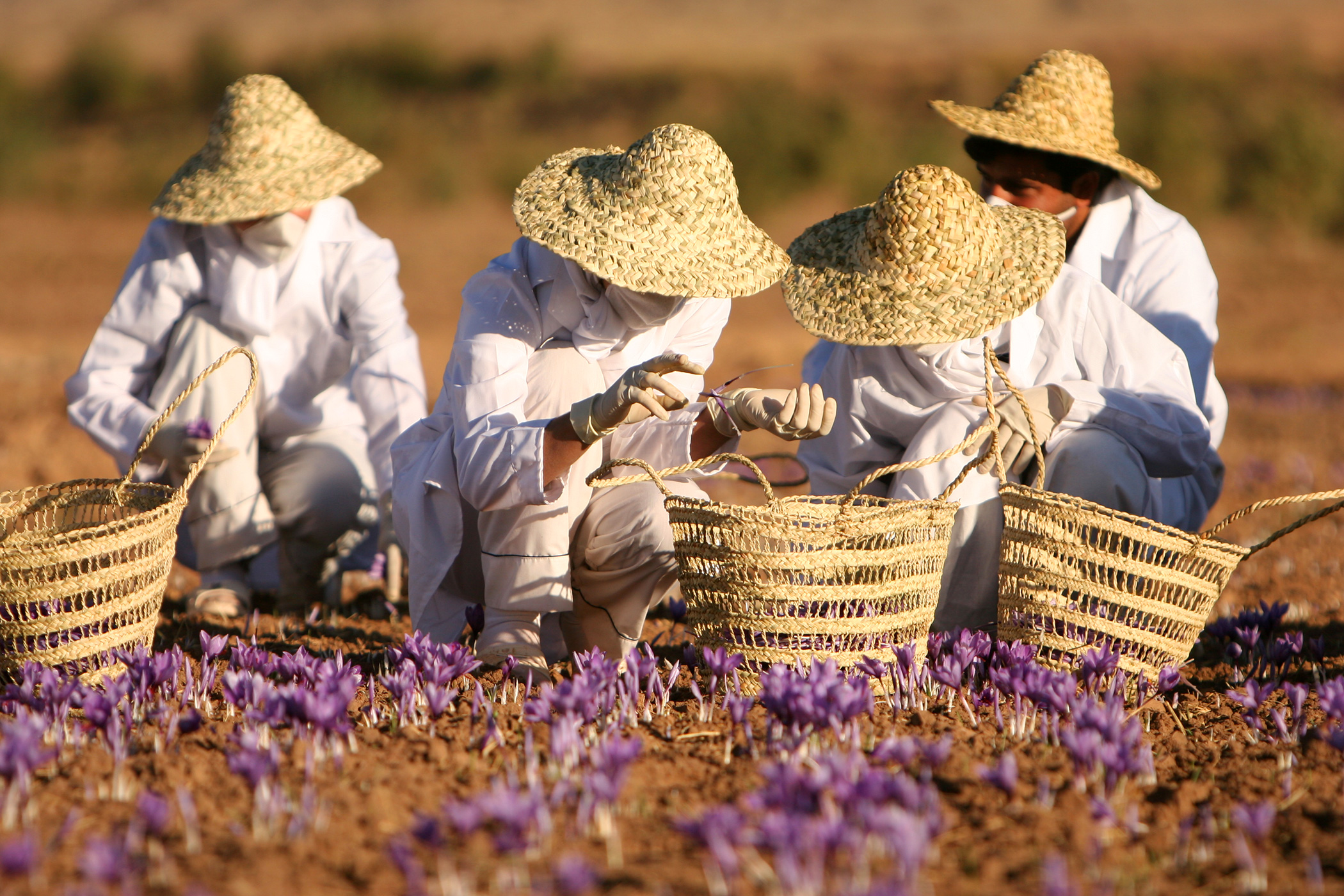
サフランの収穫、イラン北東部